# Lois Lane (Smallville)
Lois Lane es un personaje de ficción de la serie de televisión Smallville. Ha sido interpretada ininterrumpidamente por Erica Durance desde su primera aparición en el primer episodio de la cuarta temporada, "Cruzada". Durance empezó como estrella invitada en la cuarta temporada pero, a partir de la quinta, empezó a formar parte del elenco. En un principio, el personaje de Lois Lane fue creado para los libros de cómics, por Jerry Siegel y Joe Shuster en 1938, para ser el principal interés amoroso de Clark Kent y su alter ego, Superman. Luego, fue adaptado a la televisión en 2001 por Alfred Gough y Miles Millar (esta es la cuarta vez que el personaje ha sido adaptado a una serie de televisión en imágenes reales). 
En Smallville, Lois llega a la ciudad para investigar la aparente muerte de su prima, Chloe Sullivan, al comienzo de la cuarta temporada. Después de encontrar a Chloe aún con vida, Lois se ve obligada a matricularse en el instituto de Smallville para completar los créditos que no había logrado aprobar. A medida que la serie avanza, aumenta su interés por el periodismo. Primero, en la cuarta temporada, escribe un par de artículos para The Torch, el periódico del instituto. En la sexta, consigue un trabajo en el Inquisitor y en la séptima temporada, es contratada en el Daily Planet. A lo largo de las temporadas cuatro, cinco, seis y siete, la relación entre Lois y Clark Kent se muestra amistosa, aunque con algunas discusiones de por medio entre los dos personajes. En la octava temporada ambos empiezan a mostrar interés por el otro, y por la novena, los dos se convierten en pareja oficial.
Los productores de la serie, Gough y Millar, siempre habían previsto la llegada del personaje de Lois Lane a Smallville, pero no fue hasta el final de la tercera temporada cuando el equipo creativo tuvo el argumento apropiado para incorporarlo. Erica Durance fue contratada para representar a la icónica reportera de los libros de cómics.
El papel de Lois en Smallville fue diseñado para encarnar rasgos similares a los de varias interpretaciones previas del personaje femenino en el cine. 
Descrita como “extremadamente independiente”, los críticos han comparado de manera favorable esta versión de Lois con las otras representaciones en imágenes reales del personaje, tanto en cine como en televisión.

## Papel en Smallville
Lois Lane hace su primera aparición en la cuarta temporada, "Cruzada", cuando llega a Smallville para investigar la supuesta muerte de su prima, Chloe Sullivan (Allison Mack). Mientras investiga la muerte de Chloe con Clark Kent (Tom Welling) en "Desaparecida", la pareja descubre que, en realidad, Chloe sigue viva pero se encuentra en protección de testigos hasta el juicio contra Lionel Luthor, el hombre contra el que testificará declarando que organizó la muerte de sus propios padres. Lionel (John Glover) descubre la verdad y envía a alguien para que la mate, pero Lois y Clark detienen al asesino, lo que permite que Chloe pueda testificar. Antes de que Lois pueda dejar Smallville, su padre (Michael Ironside) le informa de que no ha logrado aprobar todos los créditos y que la ha matriculado en el instituto de Smallville para que pueda terminar su duodécimo curso académico. Entonces, Lois se queda con los Kent y empieza a asistir al instituto de Smallville. En "Fachada", Chloe la convence para que se convierta en reportera, en un esfuerzo para ayudar a Lois a conseguir algunos de los créditos que le faltan. Con la ayuda de Lex Luthor (Michael Rosenbaum) en el episodio “Fidelidad”, Clark se las ingenia para que Lois obtenga los créditos que le faltan antes de lo previsto para que  pueda ingresar en la Universidad de Metrópolis y desocupe su habitación.
En el episodio de la quinta temporada “Fanático”, Jonathan Kent (John Schneider), quien aspira para el Senado, le ofrece a Lois ser su supervisora después de haberla visto actuar en contra de su primer jefe de plantilla cuando publicaron historias que iban en contra de los valores de Jonathan. En “Frágil”, Lois continua sus obligaciones bajo Martha Kent (Annette O'Toole), a la cual solicita el gobernador para que ocupe el puesto de Jonathan después de que éste sufra un ataque de corazón mortal. En el capítulo de la sexta temporada, “Estornudo”, Lois descubre un interés por el periodismo después de que una puerta de establo cayese del cielo y casi le golpeara mientras corría.
El Inquisitor, un tabloide que le da trabajo como reportera, le compra su historia. En “Marchitarse” ella empieza una relación con el multimillonario Oliver Queen (Justin Hartley), quien, sin ella saberlo, por las noches se hacía pasar por el vigilante Flecha Verde. El “trabajo” de Queen como Flecha Verde a menudo impedía prestar atención a su relación. En “Hidro”, Lois deduce que Oliver Queen es Flecha Verde y establece un elaborado plan para verificarlo. Clark y Oliver descubren su plan y Clark se viste de Flecha Verde para despistar a Lois. Cuando obligan a Oliver a que abandone Metrópolis para que localice todas las instalaciones experimentales de Lex, en el capítulo “Justicia”, su relación con Lois llega a su fin. En el capítulo “Prototipo” de la sexta temporada, Lois descubre que Lex ha estado haciendo investigaciones experimentales con soldados del ejército de entre los cuales, uno era su mejor amigo. Como resultado, Lois decide en “Fantasma”, empezar a estudiar los proyectos de Lex LuthorCorp.
El capítulo “Kara” de la séptima temporada, mientras Lois hurga entre los proyectos de Lex, descubre una nave espacial. Su intento de trabajar en un reportaje sobre la situación, le lleva a conseguir un puesto en el Daily Planet en el sótano enfrente de su prima Chloe.
Mientras está en el Daily Planet, Lois empieza una nueva relación con su editor Grant Gabriel (Michael Cassidy) en el capítulo “Ira”. Su relación está bajo la vigilancia de Chloe y Lex en “Azul”. Chloe cree que sus compañeros de trabajo dudarán de la capacidad de Lois como periodista y Lex cree que eso podría perjudicar el secreto de la verdadera identidad de los Grant. En “Génesis”, los dos finalmente deciden seguir caminos separados. En el primer capítulo de la octava temporada, Lois cree que Lex es el responsable del arresto de Chloe por parte del Departamento de Seguridad interior, y va a su mansión en busca de los archivos para localizarla. Finalmente, encuentra el paradero de Chloe y llega junto con Clark a salvarla. En “Plástico” Lois se encarga de que Clark aprenda a ser reportero después de que éste aceptara hacer prácticas en el Daily Planet donde se sentaría en el escritorio de enfrente del de Lois. Sus sentimientos hacia Clark son más fuertes a medida que avanza la temporada, admitiendo en el capítulo “Compromiso”  que está enamorada de Clark y haciéndole saber a Oliver en el capítulo “Novia” que nunca antes había sentido algo así por nadie. En el mismo capítulo, casi comparte un beso con Clark antes de que les interrumpa Lana Lang (Kristin Kreuk), la exnovia de Clark.
En el último episodio de la octava temporada, Lois y Tess Mercer (Cassidy Freeman), la cuidadosamente seleccionada sucesora de LuthorCorp, se pelean en el Daily Planet. Durante la pelea, Lois recoge el Anillo de la Legión que cae del escritorio de Clark e inmediatamente es transportada a otro espacio y tiempo.
En la temporada nueve, Lois vuelve del futuro y tiene visiones en las que la Tierra está invadida por alienígenas liderados por Zod (Callum Blue). En esta temporada, Lois y Clark empiezan una relación sentimental de forma oficial. Lois también empieza a ayudar a “La Mancha” en sus actos heroicos. La confianza de Lois en Clark se debilita cuando piensa que él está celoso de su relación con “La Mancha” y no entiende que ella necesita encontrar valor en su trabajo. Lois descubre que Clark es “La Mancha” en el último capítulo de la temporada nueve.

## Interpretación
El desarrollador de series Al Cough afirma que el productor siempre tuvo la intención de incorporar a la icónica Lois Lane y que sólo necesitaban una buena razón para hacerlo. La supuesta muerte de Chloe al final de la tercera temporada parece que fue la razón que buscaban. Gough explica que, cuando estaban haciendo el casting para el papel de Lois Lane buscaron inspiración en Margot Kidder, Lois Lane en las películas de Superman. “Querían una actriz que fuera guapa, inteligente y que tuviera cierto ingenio”. Muchas actrices se presentaron a la prueba para hacer el papel de Lois Lane pero una grabación de Erica Durance fue la que convenció a todo el mundo de que ella era la adecuada para el papel de Lois. El productor ejecutivo Greg Beeman describió a Durance como “Tiene cierto aire de agresividad. Es fuerte, sexy y directa”. Otro punto a favor fue la química entre Durance y Tom Welling. “Durance llegó al set la primera tarde y los dos hicieron buenas migas. Se hicieron amigos y eran como hermanos en el set”.
El retraso en el casting de Durance la obligó a empezar a rodar sólo tres días después de que la contrataran, sin tiempo para prepararse el papel. Según el acuerdo inicial, Durance sólo iba a representar al personaje en un total de 4 capítulos pero después de discutir con Peter Roth sobre cómo tenían planeado utilizar al personaje en la serie, el equipo encargado del rodaje autorizó que el personaje apareciera en más episodios, aunque insistieron en que ella y Clark no iban a tener una relación. Después de esto, el equipo creativo la metió en casa de los Kent para que ocasionara molestias continuas a Clark. Para separar la apariencia física entre Lana y Lois, los productores le pusieron reflejos al pelo de Durance porque ella y Kristin Kreuk tenían un color de pelo similar.

## Desarrollo del personaje

### Argumento
El guionista de la serie, Brian Peterson, describe cómo el equipo de guionistas eligió desarrollar el personaje: “En el episodio piloto de Smallville, Al y Miles establecieron que Lex y Clark fueran mejores amigos, lo que, para mí, es uno de los mejores aspectos de la serie. Entonces al introducir su futuro interés amoroso, ¿Por qué no presentar a Lois no como un enemigo pero como alguien con la que constantemente está discutiendo y que en un principio no le va a gustar? Creo que como escogimos un papel tan diferente para ella, no resultó tan intimidante. Ella pudo transformarse en la persona que todo el mundo ve después en pantalla”. En la sexta temporada, los guionistas deciden que Lois se dedique al periodismo de investigación y así, esta versión del personaje consigue empezar a trabajar para un tabloide. La guionista Kelly Souders pensó que si los inicios del tabloide eran lo bastante buenos para Perry White (un personaje adicional introducido en el capítulo “Perry White” de la tercera temporada) entonces lo serían también para Lois Lane. Esto añade profundidad al personaje porque muestra cuánto ha luchado antes de llegar a ser “la reportera que todos conocemos y queremos”. A medida que Lois se acerca a su objetivo, el Daily Planet, los guionistas continúan desarrollando al personaje haciendo que deje de ver las cosas blancas o negras y empiece a ver matices. Los guionistas quieren que el personaje se dé cuenta de que a veces hay que tomar un camino intermedio. En la octava temporada Clark consigue un trabajo en el Daily Planet y Durance ve en esto la oportunidad para que su personaje avance y se involucre más.  En este caso, Lois actúa con más madurez, ayudando a Clark mientras éste se adapta a su nuevo trabajo. Durance describe la octava temporada como una cuestión de dualidad porque Clark se da cuenta de que tiene que ser dos personas diferentes si pretende tener una vida y salvar al mundo; Durance opina que lo mismo le ocurre a Lois. Como ella misma explica, “Lois ha ganado seguridad en sí misma como periodista y en su interior se está enamorando verdaderamente de Clark, más de lo que nunca antes había estado.”"

### Características
Para desarrollar las características de su versión de Lois Lane, los guionistas se inspiraron en otras mujeres influyentes en el mundo del cine como por ejemplo, en el personaje Marion Ravenwood (Raiders of the Lost Ark) de Karen Allen. Todd Slavkin describe al personaje como que tiene una “experiencia mundana sofisticada”, y fue considerada más madura que el resto del reparto. Durance piensa que encarna muchas de las cualidades de las que el equipo creativo quiso mostrar en su versión de Lois, especialmente el hecho de que Lois tiene mucha vitalidad para encontrarse a sí misma, la misma energía que Durance aporta al personaje. La actriz también alude a la naturaleza descarada e independiente de Lois pero, en cambio, ella afirma no ser tan extrovertida. Gough describe al personaje como alguien que ha aprendido a base de golpes, que ha aprendido en la calle y que tiene muchas capacidades. Durance piensa que su personaje es extremadamente independiente pero al mismo tiempo no le da miedo admitir sus defectos, es humana. Va más allá e identifica al personaje como un “marimacho vulnerable”. Gough añade que es “ligeramente neurótica”. John Kubicek de BuddyTV la caracteriza como una mujer de habla rápida que, aunque se queje por cosas insignificantes, puede cuidar de sí misma. Kubicek va más allá y describe como Durance no teme meterse en problemas ya que sabe que los podrá solucionar.

### Relaciones
Una de las relaciones clave de Lois es con Clark, quien es su marido en los cómics. En Smallville, la relación de estos personajes está en constante evolución. Darren Swimmer describe la relación entre Lois y Clark en la quinta temporada como “si el hielo que hay entre los dos se fuera derritiendo un poco”. Los dos personajes continúan peleando, pero el público puede ver que existe una atracción cada vez mayor entre ambos y que estarían ahí siempre que el otro lo necesitara. Según Erica Durance, en la quinta temporada todavía no está claro si alguno de los personajes se da cuenta de la atracción, pero las bromas entre ellos dejan entrever la posibilidad de una relación más intensa.
Durance considera que las barreras que Lois se impone a sí misma, hacen que se tome a broma el ver a Clark como algo más que un amigo, ya que todavía no está preparada para una relación más íntima. La actriz piensa que es demasiado pronto que los personajes se enamoren en la quinta temporada puesto que todavía se están conociendo. El escritor Brian Peterson describe la relación entre Lois y Oliver Queen en la sexta temporada como paso previo a su futura relación con Clark. Según Peterson, la dinámica entre ella y Oliver es como un reflejo de la relación que tendrá con Clark, ya que está dispuesta a aceptar la identidad secreta de Oliver como Flecha Verde.
En cuanto a la sexta temporada, la relación entre Lois y Clark todavía no está definida para el público. Como describe Durance, ninguno de los dos quiere hacer oficial su relación.
La pareja ha aprendido a vivir con las “peculiaridades” de cada uno pero aún existen momentos en los que se sienten incómodos. Pero a cambio, Durance piensa que Clark y Lois están satisfechos al identificar su relación como una “amistad de hermanos”, en vez de descubrir lo que sienten realmente el uno por el otro.

## Reconocimiento
Erica Durance ha sido nominada para dos premios Saturn en la categoría de la mejor actriz de reparto por la interpretación de Lois Lane. La primera fue en 2005, después de su primera temporada en la serie, y de nuevo al año siguiente.  Antes del final de la séptima temporada de Smallville, Daniel Phillips, de IGN (una página web de videojuegos), comparó las actrices que han interpretado a Lois Lane en las pasadas tres décadas.
Entre  Margot Kidder, la versión más conocida de Lois Lane, Kate Bosworth, que encarnó el papel en la película "Superman Returns"  en 2006, y Teri Hatcher, la que anteriormente interpretó la versión de televisión, Erica Durance fue calificada como la mejor.
Aunque Phillips reconoce que Kidder es la mejor representación de la personalidad de Lois, afirma que Durance es la que en conjunto mejor encarna al personaje. Aparte de su belleza, Phillips dice que “Durance hace a Lois inteligente, competente, divertida y peligrosamente interesante -- exactamente el tipo de mujer del que Clark Kent se enamoraría".
Mike Moody de TV Squad(un blog de televisión en línea) comenta que Lois es una de las cinco razones por las que ver la octava temporada de Smalville. Moody piensa que Durance en el papel de Lois es “una de las mejores versiones del personaje” porque la representa como “fuerte, inteligente sexy y maliciosa”, lo que hace su interpretación mucho mejor que la de Kate Bosworth en “Superman Returns”.  John Kubicek de  Buddy Tv compara la interpretación de la actriz, su “estilizada pronunciación de las líneas” con las actrices de los años 40 de la screwball comedy era (la época de las comedias de la vida).